# Милтиадес Мано
Милтиадес Мано (мађ. Manno Miltiades; Панчево, 19. фебруар 1879 — Будимпешта, 16. фебруар 1935), мађарски веслач, фудбалер и уметник . Мано, пореклом грк, је рођен у Панчеву, Аустроугарска, а умро је у Будимпешти, Мађарска.
Милтиадес Мано је 1912. године на Олимпијским играма представљао Мађарску у веслању, поставши један од ретких спортиста који су такође учествовали у уметничким такмичењима. Мано је потицао из породице грчких имиграната и био је успешан у многим спортовима, укључујући пливање, бициклизам, фудбал, веслање и брзо клизање. У фудбалу је био најбољи стрелац ТК Будимпеште, који је освојио прва два првенства Мађарске 1901. и 1902. године, такође је за фудбалску репрезентацију Мађарска одиграо две пријатељске утакмице. У брзом клизању, Мано се пласирао међу прва три на Европским првенствима 1903. и 1905. и Светском првенству 1903. године. У веслању је освојио укупно 11. државних првенстава Мађарске, а постигао је и друге међународне успехе, посебно у синглу.
Након што је 1907. дипломирао на Академији ликовних уметности у Минхену, Мано је постао графичар, сликар и вајар, али је био познат и као карикатуриста и сликар портрета. У Првом светском рату био је неколико пута рањаван у борбама у Галицији, а потом је морао да се повуче из спорта. Као цивил, вратио се у галицијски театар и приказао бојно поље на бројним сликама, које је касније користио за стварање скулптура које приказују нападе коњице, од којих се неке још нуде на аукцијама. Спорт је и даље био једна од његових омиљених тема. Године 1928. дизајнирао је амблем птице Турул за фудбалско одељење ТК Ференцварош. Мано се у Лос Анђелесу такмичио са укупно 27 радова у категоријама слика (10), цртежа и акварела (7) и скулптуре (10), а са радом „Рвање” освојио је сребрну медаљу у вајању.
Након завршетка краткотрајног савета Мађарске републике 1920. године, Мано је подржао аутократског мађарског регента Миклоша Хортија. До своје смрти 1935. године, Мано је такође подржавао ширење европског антисемитизма. Због тога је после Другог светског рата на његов живот навучен вео ћутања.

## Признања и успеси
На Олимпијским играма 1912. Мано је био члан мађарског чамца који је елиминисан у првом колу такмичења осмераца за мушкарце.
На Олимпијским играма 1932. Мано је освојио сребрну медаљу у уметничким такмичењима Олимпијских игара за своје дело „Рвање”.
Такође је играо такмичарски фудбал. Играо је за ФК Будимпешта ТК, са овим клубом је два пута био првак Мађарске (1901. и 1902.) и био је најбољи стрелац мађарског првенства 1901. са 17. постигнутих голова и 1902. године са 10. постигнутих голова.
Саа фудбалским клубом ФК Будимпешта ТК био је
- Шампион Мађарске  
  - Шампион (2): 1901, 1902
- Освајач Мађарског купа
  - Финалиста: 1910
- Куп изазивача 
  - Победник: 1910 (1)
  - Финалиста: 1902

## Репрезентативне утакмице
| Датум           | Место      | Противник       | Резултат | Врста сусрета |
| --------------- | ---------- | --------------- | -------- | ------------- |
| 11. април 1901. | Будимпешта | Ричмонд АФЦ     | 0 : 4    | пријатељска   |
| 12. април 1901. | Будимпешта | Суреј Вондерерс | 1 : 5    | пријатељска   |

## Галерија
- Изборни плакат Хришћанске националне уније, 1920
- Плакат из 1930-их
- Мано Милтијадесов постер који промовише Миклоша Хортија
- Плакат из 1935
- А. М. Кир. Споменик 7. хонведског хусарског пука у Папи
- Рељеф на спомен-плочи погинулих хероја